# ダーキニー (オウム真理教)
ダーキニーとは、オウム真理教においては、教祖の麻原彰晃の愛人たちのことを指す。仏教においても意味の異なる同じ言葉が存在する為注意が必要である。

## 概要
オウム真理教の出家信者の戒律には、「不邪淫」というものがあり、配偶者・恋人以外との性行為や自慰行為が禁止されていた。また、夫婦であっても出家したら別々に住むことを強制された。
ところが、麻原本人は「最終解脱者」とされ、戒律をも超越する存在とし、麻原専用の一種のハーレムを設けていた。麻原は大奥制度を確立した徳川家光の生まれ変わりとされたため、同様の組織を設けても構わないという理屈である。宗教的な理由としては、「若い女性を高い次元に導いてやるために、左道タントライニシエーション（性行為）を最終解脱者の義務として施さなければならない」「一般人はカルマが強いので子孫を残すべきではない」という論法が用いられた。
ダーキニーは33人以上おり、富士山総本部の第1サティアンと上九一色村の第2サティアンに住んでいた。第2サティアンには常時10～15人が住んでいた。ダーキニーとされた女性は、ホーリーネームに「ダーキニー」という名前が入っていることが多かった。麻原は電話でダーキニーを呼びつけ大浴場や40畳ぐらいある部屋で行為を行っていた。大テーブルで一緒に食事をすることもあった。
上祐史浩によると、1994年に麻原が正大師は一夫多妻可、正悟師は一人可としたため、サリン事件実行犯を中心に男女交際がみられたという。ただし、正大師の上祐自身は8年間（1995年当時）セックスもオナニーもしていないとのこと。この他にも麻原以外の幹部にも愛人がいたと麻原の四女が証言している。
名前の由来は荼枳尼天の本来の梵語発音のダーキニーである。

## 選出過程
1. 書類選考
オウム真理教では、入信時に顔写真を撮ることになっていた。これらの写真は教団本部に送られ、麻原好みの女性が選考された。選考された女性は再度写真術に強い古参信者岐部哲也によって写真撮影が行われ、麻原に写真が提出された[2]。
2. 面談
選ばれた女性は本部に呼び出され、麻原本人と村井秀夫が直に面接した[2]。
3. 性行為テスト
選ばれた女性は、麻原による左道タントライニシエーション（性行為）が行われた。この時点で処女だった場合、ダーキニーになることができた[要出典]。

## 麻原の性的嗜好
- およそ15歳から25歳までの多数の若い女性信者と「左道タントライニシエーション」という修行と称して性交していた。若い女性ばかりが選考されたのは、麻原が処女を好み、固執したからである。井上嘉浩は未成年の美人な女性を集めてくるよう指示された[6]。
- 若い頃の麻原は、自分の性器を「ずいぶん小さい」と悩んでいたという[7][8]。しかし、「大きい性器を持ち合わせている者」は（前世での性的カルマが根深いため）解脱に至るのに苦労する。むしろ小さい者の方が有利であると悟り、そのことをサマナたちに説法したという[7][8]。
- 長髪を好んだ。そのためダーキニーになりたくない信者は髪を短くしていた[2]。

## 特権
- 教団内で高い礼遇を受ける権利
- 運転手付の車に乗れる権利[1]
- 私服を購入し着用できる権利[1]
- 作りたての食品を食べることができる権利
- 麻原の故郷である熊本の名産品メロンの「お下げ渡し」を受ける権利[1]

## ワーク
ダーキニーは、一般の出家信者と同様にワークに従事する義務があり、普段は第2サティアン1階のラーメン工場で働いていた。
ダーキニーはその性格上、危険な非合法活動に参加することは稀であった。

## ダーキニー以外の愛人
麻原は、ダーキニー以外にも女性幹部を中心に若い女性を中心に好んで愛人にしていた。

麻原の妻子以外の女性で、最も教団内の地位が高かったマハー・ケイマ正悟師こと石井久子は、1986年のオウム入信以後、麻原の地方出張に付き添うなど身の回りの世話をするうちに麻原に寵愛（）され、双子を含む3人の子供を産んだ。また、麻原が逮捕された時点で17歳と20歳だった女性信者2人には、麻原との間にそれぞれ2人の子どもが産まれた。麻原の四女である松本聡香によると、麻原の愛人は延べ100人に及び、正妻の松本知子以外に4人の信者に自分の子供を15人産ませていたという。実際に、教団に対する強制捜査が入った1995年（平成7年）4月から5月にかけて、多数の児童が教団施設から保護された。
これほど大勢の愛人の存在は、知子も知る所であった。四女の証言によると、セックスをするために尊師の部屋によばれる女性は夜毎異なり、正妻である知子は、尊師が愛人たちとセックスしている部屋の前で「イニシエーション」の間中うろうろしていた。しかし薬剤師リンチ殺人事件の公判では、愛人の話が出た途端、知子は「そんな人がいたなんて」と泣き崩れたという。

## ダーキニーの一覧
- スメーダ

正悟師。麻原との間に子供が1人いた。
- マハー・ケイマ（石井久子）
- マハームドラー・ダーキニー

17歳当時に滝本太郎弁護士サリン襲撃事件に関与。そのため1996年（平成8年）2月に逮捕、東京家庭裁判所に送られた。しかし殺意が認定されず不処分となり釈放。